# Bang Bang (film)
Pour les articles homonymes, voir Bang Bang et Bang-bang.
Pour plus de détails, voir Fiche technique et Distribution.
Bang Bang est un film de comédie brésilien écrit et réalisé par Andrea Tonacci, sorti en 1971, avec Paulo César Pereio dans le rôle principal. 
En novembre 2015, le film est entré dans la liste établie par l'Association brésilienne des critiques de cinéma (Abraccine) des 100 meilleurs films brésiliens de tous les temps.
Bang Bang n'a pas été programmé sur le circuit commercial, étant cantonné aux ciné-clubs et cinémas alternatifs, mais a été invité à participer à la Quinzaine des réalisateurs du Festival de Cannes.

## Synopsis
Un homme neurasthénique qui, tout en réalisant un film, se retrouve impliqué dans diverses situations telles qu'une romance avec une ballerine espagnole, poursuites, disputes avec un chauffeur de taxi et confrontation avec un étrange trio de bandits.

## Fiche technique
- Titre original : Bang Bang
- Réalisation : Andrea Tonacci
- Scénario : Andrea Tonacci
- Photographie : Thiago Veloso
- Montage : Roman Stulbach
- Musique : Quincy Jones
- Costumes : Lucilla Simon
- Production : Nelson Alfredo Aguilar
- Pays de production : Brésil
- Langue originale : portugais
- Format : noir et blanc
- Genre : comédie
- Durée : 85 minutes
- Dates de sortie :
  - Brésil : 11 février 1971 (São Paulo)

## Distribution
- Paulo César Peréio : Main Character / Monkey
- Abrahão Farc : Fat Man
- Jura Otero : Dancer
- José Aurélio Vieira : Drag Queen
- Ezequias Marques : Blind Man
- Antonio Naddeo : Taxi Driver
- Thales Penna : Magician
- Milton Gontijo : Drunk
- Luís Otávio Madureira Horta : Janitor